# 則近憲佑
則近 憲佑（のりちか けんすけ、1940年 - ）は、日本の知的財産学者・特許権法学者、弁理士。大阪工業大学知的財産学部・知的財産専門職大学院元教授。元日本知的財産協会理事長。元ソフトウェア情報センター専務理事。元太平洋工業所有権協会日本部会長。ジョージ・ワシントン大学元客員教授。
専門は、特許法・実用新案法・工業所有権（特にソフトウェア保護）、知的財産法・知的財産管理（IPマネジメント）・特許情報・法情報管理（パテントマップ含む）、MOT・技術マネジメント。

## 略歴
1963年九州大学法学部卒業。東京芝浦電気（現：東芝）入社。1969年弁理士試験合格、弁理士登録。1979年東芝ワシントン特許事務所初代所長。1989年同社知的財産部部長。1995年ソフトウェア情報センター専務理事。1997年ジョージ・ワシントン大学法学部客員教授、中央大学大学院法学研究科非常勤講師などを経て、2003年大阪工業大学知的財産学部教授。2005年同大学大学院知的財産研究科（知的財産専門職大学院）教授。
大阪工業大学において、2003年開設の日本初の知的財産学部および2005年開設の知的財産専門職大学院の初期の知財経営学教育の育成に貢献した。
主な所属学会は、日本知的財産協会、日本ライセンス協会など。主な受賞は、工業所有権関係功労者賞。主な著書は、誰でもわかる知的財産入門（共著、日本電気協会新聞部2005、単行本）。
知的財産の対外啓蒙活動として、北陸先端科学技術大学院大学(JAIST) 技術経営（MOT）中核講義の講師（テーマ：知的財産マネジメント論）、日本弁理士会近畿支部主催「平成20年度弁理士の日 記念講演会」でパネリストを務めている。